# گاردنر (کلرادو)
گاردنر (به انگلیسی: Gardner) یک منطقهٔ مسکونی در ایالات متحده آمریکا است که در شهرستان هورفانو، کلرادو واقع شده‌است. گاردنر ۲٬۱۲۴ متر بالاتر از سطح دریا واقع شده‌است.